# Can Guet i casa al carrer Sant Martí, 44
Can Guet i casa al carrer Sant Martí, 44 és un conjunt d'edificis de Carme (Anoia) que forma part de l'Inventari del Patrimoni Arquitectònic de Catalunya.

## Descripció
Can Guet, situat al carrer de Sant Martí 46, presenta una façana totalment arrebossada i decorada amb esgrafiats. El portal és rebaixat, de turó. La resta de l'edifici ha estat molt restaurat. Sobresortint del terrat hi ha una mena de glorieta decorada amb esgrafiats i amb una barana coronada amb figures de galls.
La casa núm. 44 està pintada de color groc i presenta un esgrafiat amb Sant Martí donant la capa a un pobre i la data 1843.